# Aguas Santas (Orense)
Aguas Santas (oficialmente y en gallego: Santa Mariña de Augas Santas) es una parroquia del concello de Allariz, en la comarca de Allariz-Maceda, provincia de Orense, Galicia, España.

## Toponimia
La parroquia también es conocida por los nombres de Santa María de Aguas Santas y Santa Mariña de Aguasantas.

## Organización territorial
La parroquia está formada por diez entidades de población:
- Armeá
- Ducí
- Laioso
- Outeiro de Laxe
- Pazo (O Pazo)
- Santa Mariña de Augas Santas
- O Souto
- Tosende
- Turzas
- A Vila

## Demografía

### Parroquia
| Gráfica de evolución demográfica de Aguas Santas (parroquia) entre 2000 y 2021 |
|                                                                                |
| Datos según el nomenclátor publicado por el INE.                               |

### Lugar
| Gráfica de evolución demográfica de Santa Mariña de Augas Santas (lugar) entre 2000 y 2021 |
|                                                                                            |
| Datos según el nomenclátor publicado por el INE.                                           |